# 呂謝婷
呂謝婷（瑞典語：Kerstin Margareta Lundgren，直譯：克爾斯廷·瑪格麗特·倫德格倫，1955年1月14日—），是一名瑞典中間黨政治人物。她自2002年以來一直是瑞典國會的議員，在斯德哥爾摩省選區中擔任第2號席位。在2018年9月24日國會議長選舉中，呂謝婷當選並擔任瑞典國會第三副議長。她也是AWEPA理事會的成員。
呂謝婷在2002年至2006年任職於憲法委員會任職，2006年起任職於外交事務委員會。自2018年以來，她也是戰爭代表團的成員。她目前是中間黨的外交政策發言人。
除了國會之外，呂謝婷自2007年起擔任歐洲理事會議員大會的瑞典代表團成員。作為中間黨的黨員，她是歐洲自由派和民主派聯盟的一員。她目前是議員大會中東和阿拉伯世界小組委員會的副主席、法律事務及人權委員會成員，以及歐洲理事會成員國履行義務及承諾委員會（監察委員會）成員。她與拉脫維亞的Boris Tsilevitch（2015年－2017年）及後來羅馬尼亞的蒂圖斯·科爾拉泰安（2018年－）一起擔任大會關於喬治亞問題的共同報告員。在此之前，她是《里斯本條約》對歐洲理事會影響問題的報告員。

## 外部連結
- 呂謝婷 （页面存档备份，存于）在瑞典國會官網上的資料